# SN 2000cl
SN 2000cl – supernowa typu IIn odkryta 26 maja 2000 roku w galaktyce NGC 3318. W momencie odkrycia miała maksymalną jasność 14,80m.